# Silene biappendiculata
Silene biappendiculata är en nejlikväxtart som beskrevs av Christian Gottfried Ehrenberg och Paul Rohrbach. 
Silene biappendiculata ingår i släktet glimmar och familjen nejlikväxter. Inga underarter finns listade i Catalogue of Life.